# Bursard
Bursard is een gemeente in het Franse departement Orne (regio Normandië) en telt 194 inwoners (2005). De plaats maakt deel uit van het arrondissement Alençon.

## Geografie
De oppervlakte van Bursard bedraagt 10,8 km², de bevolkingsdichtheid is 18,0 inwoners per km².
De onderstaande kaart toont de ligging van Bursard met de belangrijkste infrastructuur en aangrenzende gemeenten.

## Demografie
Onderstaande figuur toont het verloop van het inwonertal (bron: INSEE-tellingen).